# Franziska Wildfeuer

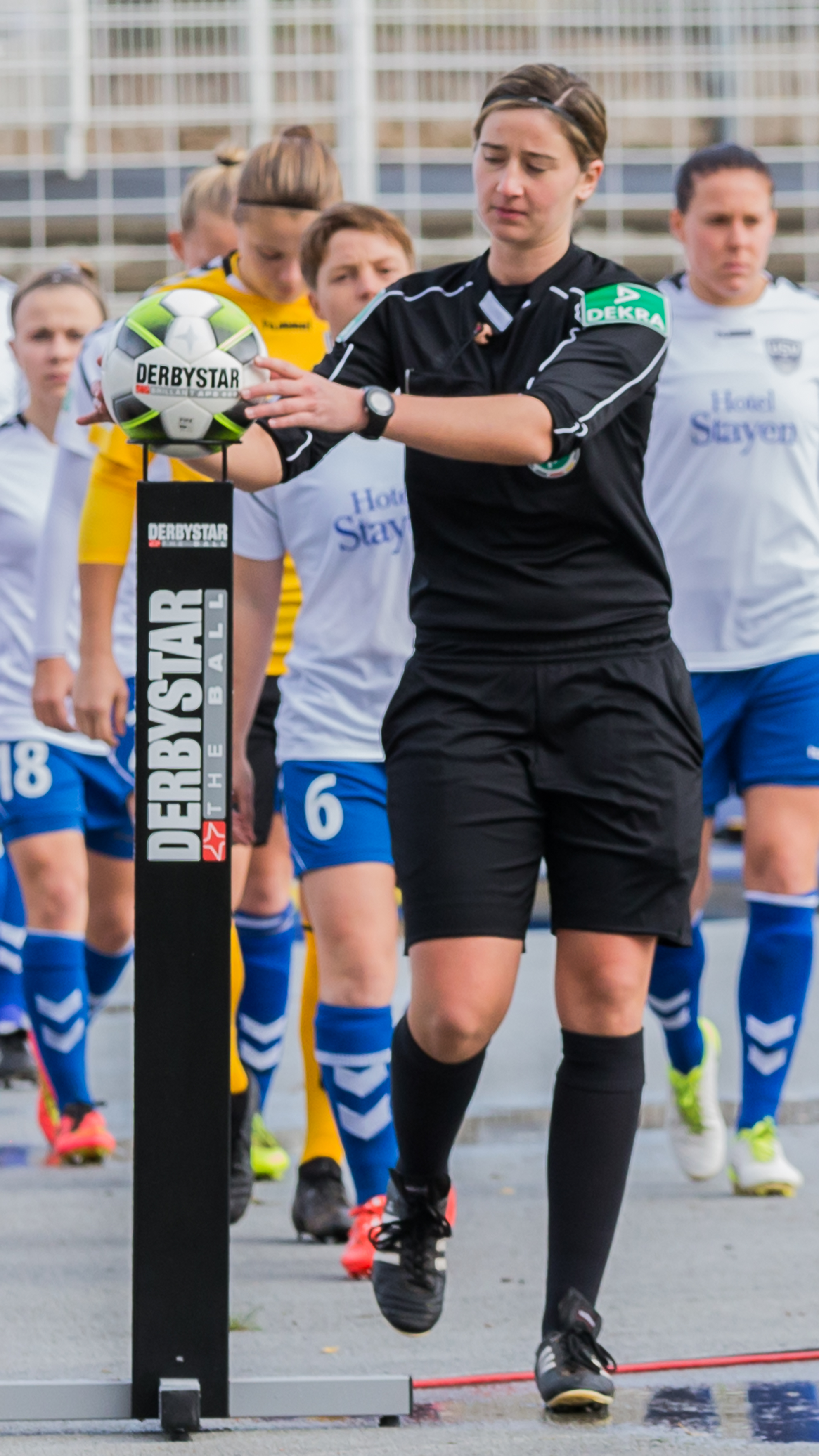
2017 bei einem Bundesligaspiel

Franziska Wildfeuer (* 1. Dezember 1993 in Viechtach, Bayern) ist eine deutsche Fußballschiedsrichterin und Physiotherapeutin.

## Karriere
Die aus dem niederbayerischen Ruhmannsfelden stammende und der dort ansässigen SpVgg Ruhmannsfelden zunächst angehörige Wildfeuer ist seit dem Jahr 2011 DFB-Schiedsrichterin.
Seit 2014 leitet sie Spiele in der 2. Frauen-Bundesliga und seit 2017 in der Frauen-Bundesliga. Im selben Jahr wurde sie in Schleswig-Holstein zur „Schiedsrichterin des Jahres“ gewählt. In der Regionalliga Nord war sie ab der Saison 2020/21 Spielleiterin. Den Status einer FIFA-Schiedsrichterin erreichte sie 2021, weil Bibiana Steinhaus ihre Karriere als Schiedsrichterin beendete. Wildfeuer kam in der Saison 2022/23 in der 3. Liga der Herren in drei Partien zum Einsatz. Nach der Saison 2023/24 gab der DFB bekannt, Wildfeuer spezialisiere sich künftig als Video-Assistentin und werde daher nicht mehr in der 3. Liga eingesetzt.
Aktuell pfeift Wildfeuer für den SSV Markranstädt im Nordostdeutschen Fußballverband.